# 高廷宇
高廷宇（7月15日—）出生於新北市板橋區，是台灣的演員及模特兒，並在力士樂運動健身工坊擔任總教練。

## 生平
高廷宇在國中畢業後就出社會工作，並從事過各類領域的工作。當他在精品保全工作期間被星探挖掘，加入模特兒公司後參與了多部電視廣告與平面及戲劇演出，其中还参与过江蕙音樂影片的演出。另外，曾担任過臺灣大潤發的直郵廣告模特兒，並在電視劇《16個夏天》中飾演同一家量販店的服飾經理。因高廷宇參與《我的這一班》的第四世代演出後，與導演林樹橋及劇組演員們於新北市立明志國民中學舉辦「我的這一班～生命教育巡迴座談」巡迴座談會中，共同倡導生命教育及拍戲過程。
2015年10月，被網友挖出曾與台灣女子歌唱團體Dears團員中的安婕希交往。

## 爭議
在2015年知名度提升後，眾多網路討論四起，其中包含曾與納豆的前女友交往，林千又事件。
曾與網路紅人陳沂網路口水戰，之後卻互相加油打氣，形成當時趣聞。

## 戲劇作品

### 電影
長片
- 2014《痞子英雄2：黎明再起》飾 黑鷹特種部隊

短片
- 2017《公園》[註 1]

### 連續劇
| 年份   | 頻道               | 劇名           | 角色   | 備註    |
| 2012年 | 三立電視           | 螺絲小姐要出嫁 | 文彬   |         |
| 2012年 | 三立電視           | 向前走向愛走   | 高遠   |         |
| 2013年 | 三立電視           | 回到愛以前     | Jason  |         |
| 2013年 | 三立電視           | 兩個爸爸       | 趙廷宇 |         |
| 2013年 | 中視               | 求愛365        | 關世聰 |         |
| 2013年 | 公視               | 我的這一班     | 廷宇   |         |
| 2013年 | 壹傳媒             | 幸福蒲公英     | 田曉明 |         |
| 2014年 | 壹傳媒             | 神仙老師狗     | 林大山 | 第2單元 |
| 2014年 | TVBS               | 16個夏天       | 小姚   |         |
| 2019年 | 企鹅影视、騰訊視頻 | 暗黑者第3季    | 方偉山 |         |
| 待播出 | 中國影集           | 超能鍾馗妹     | 強人豹 |         |
| 待播出 | 電競高校           |                |        |         |

## 廣告作品

### 電視
- 吉列 刮鬍刀 （顛倒世界）
- 新光證券
- 台灣工藝中心 宣傳廣告
- 悅氏礦泉水（飾演葉問）
- 星空戀曲線上遊戲
- 吉胃福適錠（科技園區篇）
- 貴夫人蔬果機 （體內農夫篇）
- Mazda 3 五門全新進化（影子篇）
- HONDA汽車
- 森永 威德in能量飲料
- 燕京啤酒
- 遠企住宅
- 聯邦銀行 簽單中8重機篇
- 康師父綠茶（與陳喬恩）

### 平面
- 蘇格登單一純麥威士忌
- Oblanc 耳機
- MEN'S UNO
- LA NEW 極限防風外套

## 時尚作品

### 婚紗
- Sophia 蘇菲雅婚紗（與拐拐）
- 曼哈頓婚紗

### 秀
- 賓利車（BENTLEY）
- 百達翡麗（Patek Philippe）名錶秀
- LEVI'S 春夏
- 公雞
- 鬼洗
- PLAY BOY
- 2(X)ist
- PROMAX
- 梵克雅寶 Van Cleef & Arpels（公關先生）
- W hotel Taipei 泳池派對

## 節目參與
- 康熙來了

| 年份   | 主題                                                              |
| ------ | ----------------------------------------------------------------- |
| 2014年 | 男明星同志好感度大調查                                            |
| 2015年 | 明星康熙不堪回首片段大公開(上集) 明星康熙不堪回首片段大公開(下集) |

- 非常完美
- 王牌大明星
- 姊妹掏心話

## MV演出
| 發行年份 | 演唱歌手 | 歌曲名稱   | 收錄專輯         | 備註       |
| -------- | -------- | ---------- | ---------------- | ---------- |
| 2010年   | 江蕙     | 黑咖啡     | 《當時欲嫁》     | 與郭雪芙   |
| 2011年   | 張惠妹   | 你在看我嗎 | 《你在看我嗎》   | 黑衣人     |
| 2011年   | 鄧福如   | 星空戀曲   | 《原來如此！！》 | 圖書館男生 |

## 外部連結
- 高廷宇的新浪微博
- YouTube上的高廷宇頻道